# Agripina Samper Agudelo
Agripina Casimira de los Dolores Samper Agudelo (Honda, 4 de març de 1833 - París, 22 d'abril de 1892) va ser una poeta colombiana. Va escriure prosa i poesia sota el pseudònim de «Piula-Rigán», un anagrama del seu nom de naixement. La seva obra va romandre inèdita en vida i només va ser publicada pòstumament a manera d'antologies.
Samper va néixer el 4 de març de 1833 a la ciutat d'Honda, llavors pertanyent al Departament de Cundinamarca, en el bressol d'una família literària. Els seus pares van ser José María Samper Blanco i María Tomasa Agudelo Tafur. Va ser l'única dona entre els vuit fills de la parella. Destaquen dos dels seus germans: José María, espòs de la destacada periodista Soledad Acosta Kemble, i Miguel, reconegut polític i escriptor. El 4 de juliol de 1857 es va casar amb Manuel Ancízar Basterra, científic i escriptor, del matrimoni del qual van néixer Roberto, Pablo, Inés, Jorge i Manuel. En enviduar el 1882 es va traslladar amb els seus fills a París, on va morir el 22 d'abril de 1892.

## Obres destacades
- Ensayos poéticos de Pía-Rigán
- Parnaso colombiano: colección de poesías escogidas